# Serelaxine
La serelaxine est une molécule recombinante de la relaxine-2 humaine, en cours de test comme médicament vasodilatateur.

## Efficacité
Administrée par voie veineuse en cas de poussée d'insuffisance cardiaque, elle améliore les symptômes (dyspnée) et la mortalité à trois mois (essentiellement la mortalité de cause non cardiaque). Les résultats sont identiques en cas de fonction systolique abaissée ou conservée.